# Oxalis articulata
Oxalis articulata là một loài thực vật có hoa trong họ Chua me đất. Loài này được Savigny mô tả khoa học đầu tiên năm 1798.

## Hình ảnh

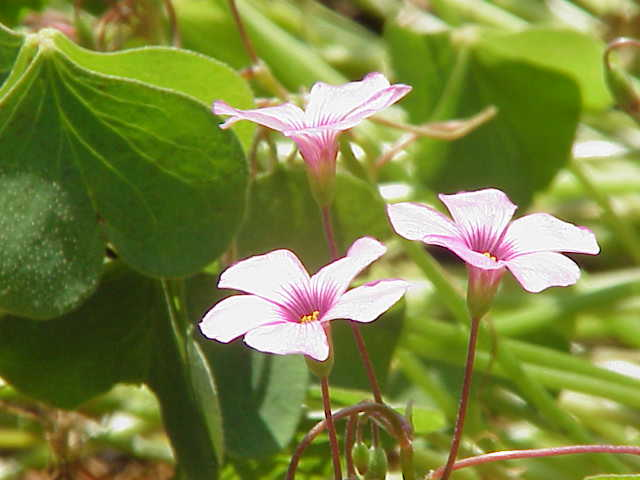
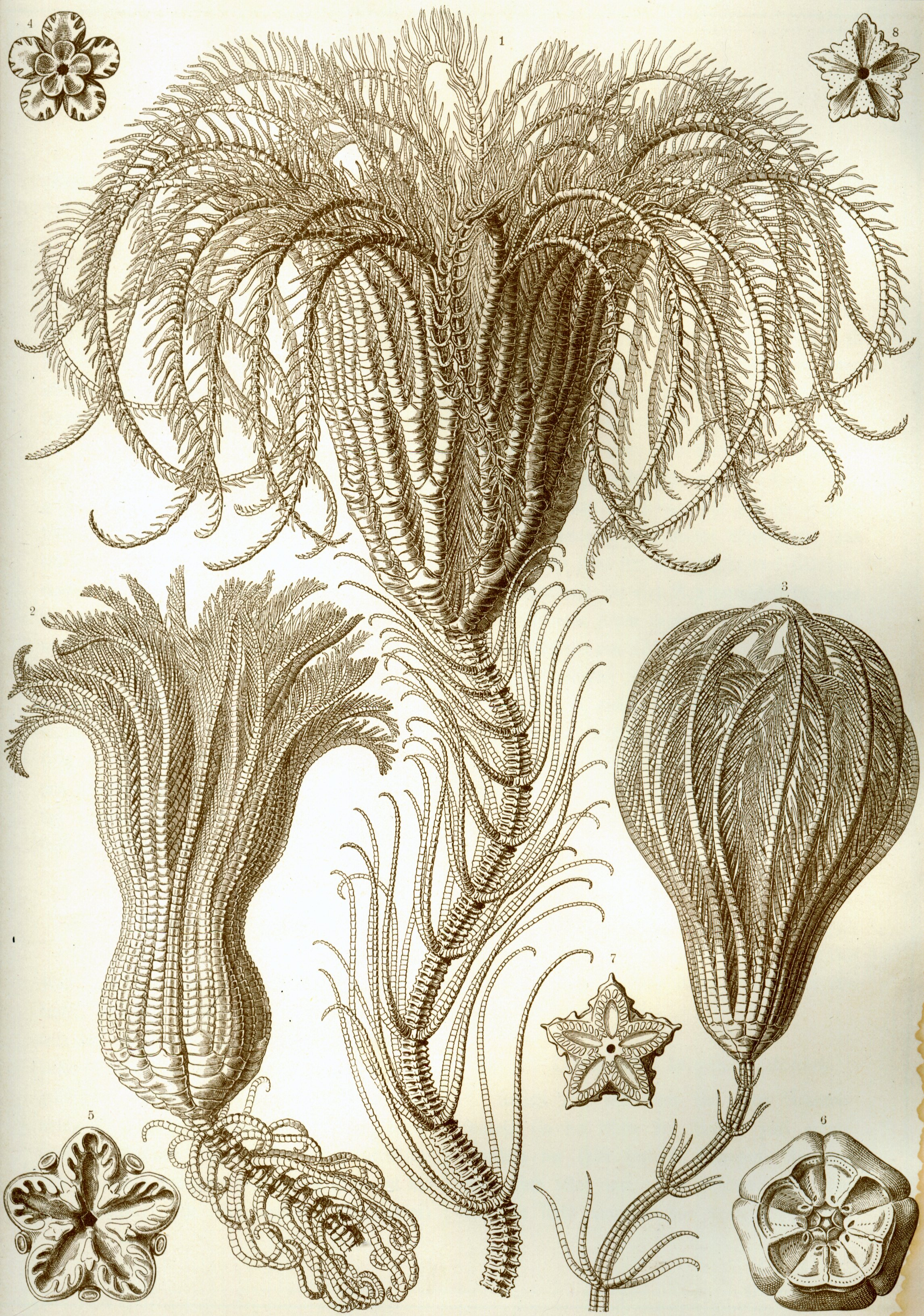